# Tmesisternus griseus
Tmesisternus griseus es una especie de escarabajo del género Tmesisternus, familia Cerambycidae. Fue descrita científicamente por Thomson en 1865.
Habita en Papúa Nueva Guinea. Esta especie mide 12-16,5 mm.